# Зонненбург, Роберт Юльевич
Роберт Юльевич Зонненбург (1861—1931) — русский и советский инженер и фотограф.

## Биография
Родился в 1861 году в немецкой семье.
До 1906 года находился в Омске. В 1906 году оттуда был переведён на должность начальника Иркутского почтово-телеграфного округа, которая включала Иркутскую губернию, Забайкальскую, Якутскую, Приморскую и Амурскую области; также входила в состав округа и Китайская Восточная железная дорога. За восемь лет работы на посту начальника самого крупного округа России Робертом Зонненбургом было сделано много полезных дел.
На строящиеся в округе объекты он почти всегда выезжал сам — маршруты его поездок простирались от Нижнеудинска до Сретенска, от Якутска до Охотска, от Нижнеилимска до Маймачена и Урги. 29 октября 1909 года начала работать телеграфная линия Якутск — Охотск, участие в строительстве которой принимал Р. Ю. Зонненбург. Линия протяжённостью 1100 вёрст проходила по современным территориям Мегино-Кангаласского, Чурапчинского, Таттинского, Томпонского и Усть-Майского районов Якутии.

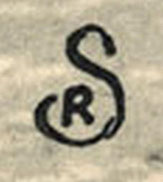
Логотип Роберта Зонненбурга на его фотографиях

В Иркутске Зонненбург являлся членом церковного совета при Евангелической лютеранской церкви, в 1906 году стал членом Восточно-Сибирского отдела Императорского Русского географического общества (ВСОИРГО) и участвовал в работе его этнографической секции. Роберт Юльевич был фотографом-любителем и для ВСОИРГО он привозил фотографии из тех мест, где побывал. В 1911—1912 годах издательством Г. Г. Гренберга была выпущена его серия почтовых открыток с видами Сибири. Все фотографии для этой серии были выполнены Зонненбургом. В 1914 году Роберт Юльевич покинул Иркутск, получив новое назначение.
В конце 1920-х годов проживал в Москве, находился на пенсии. Был арестован 27 октября 1930 года. Коллегией ОГПУ 28 февраля 1931 года был обвинён в участии в контрреволюционной вредительской организации. Расстрелян 10 марта 1931 года, похоронен в Москве на Ваганьковское кладбище. Был реабилитирован 25 декабря 1958 года определением Судебной Коллегии Верховного Суда РСФСР.

Фотографические открытки Зонненбурга
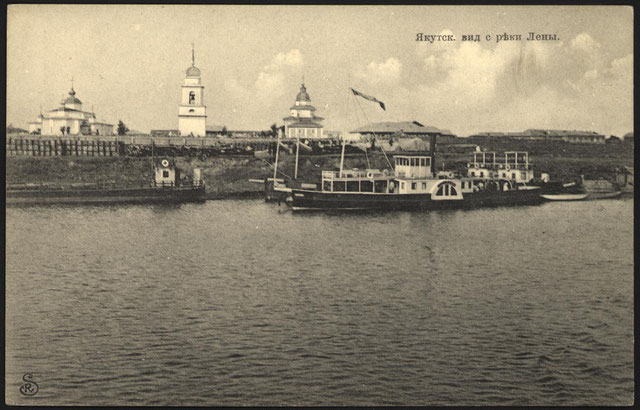
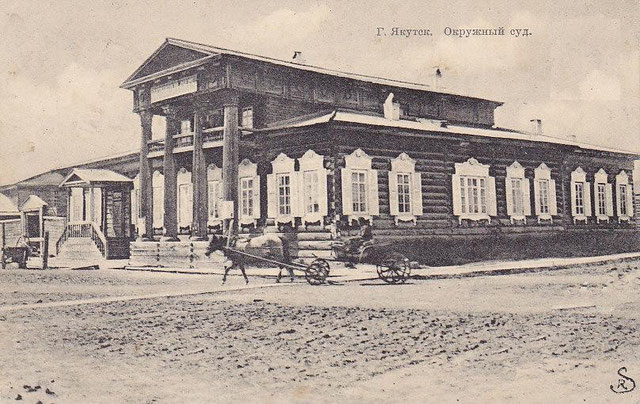
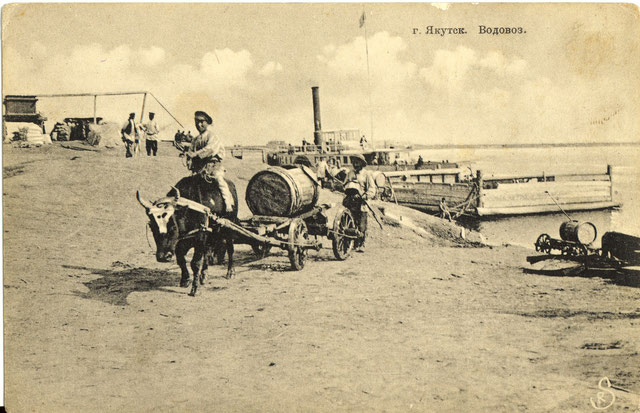